# .bv
.bv è il dominio di primo livello nazionale assegnato all'isola Bouvet.
È gestito da Norid, ma non è in uso. Nel 2016 Norid e SIDN hanno interrotto una collaborazione stabilita con lo scopo di utilizzare il dominio per le società olandesi (B.V. è abbreviazione di Besloten vennootschap).